# Nădrag
Nădrag (en hongrois : Nadrág, en allemand : Nadrag ou Steinacker) est une commune du județ de Timiș en Roumanie.